# 1531年里斯本大地震
1531年里斯本大地震是16世紀發生在葡萄牙里斯本的一場強烈地震。

## 概要
1531年1月26日在里斯本發生推估規模6.4-7.1地震。。地震後發生海嘯。。
地震起因可能為太加斯河流域的斷層引發。在主震發生前的1月2日及1月7日曾發生前震。。

## 災情
地震除了造成強烈搖晃，同時也伴隨海嘯發生，造成約3萬人死亡。。此外還造成1500棟房屋倒塌。地震也造成里斯本的聖多明哥教堂部分毀損，但此教堂則在1755年的大地震中完全夷為平地。
此次地震雖然造成嚴重傷亡及災情，但隨著時間流逝遭人們遺忘，直到20世紀初相關紀錄被發現後，人們才重新認識這場地震。。